# Ailleville
Ailleville település Franciaországban, Aube megyében. Lakosainak száma 223 fő (2022. január 1.). Ailleville Arrentières, Bar-sur-Aube, Montier-en-l’Isle és Proverville községekkel határos.

## Népesség
A település népességének változása:
| Lakosok száma | 202  | 220  | 232  | 270  | 269  | 262  | 251  | 237  | 232  | 223  |
|               | 1968 | 1982 | 1990 | 2006 | 2013 | 2015 | 2017 | 2019 | 2020 | 2022 |